# Station Llanbedr
Llanbedr is een spoorwegstation van National Rail in de plaats Llanbedr, Gwynedd in Wales. Het station is eigendom van Network Rail en wordt beheerd door Transport for Wales. Het station is een request stop, waar treinen alleen stoppen op verzoek.
Station Llanbedr ligt aan de Cambrian Line.